# Der Proletarier
Der Proletarier war eine deutschsprachige sozialistische Wochenzeitung in Chicago. Die erste Ausgabe erschien 1853, was sie zur ersten sozialistischen deutschsprachigen Zeitung der Stadt macht.
Der Proletarier entstand aus dem Bemühen einer Gruppe von Revolutionären der 1848er Revolution, die nach der Niederschlagung der Umsturzversuche aus Deutschland in die USA flohen.